# Lex Luthor
Alexander Joseph «Lex» Luthor es un personaje supervillano en los cómics estadounidenses publicados por DC Comics. Creado por Jerry Siegel y Joe Shuster, hizo su primera aparición en Action Comics #23 (publicado el 22 de febrero de 1940, con fecha de portada de abril de ese mismo año). Desde entonces, ha perdurado como el némesis definitivo de Superman, representando su opuesto en todos los sentidos: mientras Superman es un símbolo de esperanza y altruismo, Luthor encarna la ambición desmedida y la supremacía del intelecto humano sobre lo sobrehumano. A diferencia de muchos supervillanos, Luthor es un humano común sin poderes sobrehumanos ni identidad secreta. Su verdadero poder reside en su brillantez intelectual, su inmensa riqueza y su influencia en la política, la ciencia y la tecnología. Es un genio con una extraordinaria aptitud para los negocios y la manipulación. Sin embargo, su personalidad es orgullosa, calculadora, pragmática y vengativa, careciendo de principios éticos y movida por una insaciable sed de control. Luthor no envidia a los superhéroes por sus habilidades, sino por la adoración que reciben. Considera que el reconocimiento que la sociedad les brinda es un tributo que debería ser suyo. Está convencido de que tiene el legítimo derecho de gobernar el mundo, justificando su ambición con el argumento de que solo él es lo suficientemente inteligente y capacitado para guiar a la humanidad. Ve a Superman como una amenaza y busca eliminarlo, no solo por rivalidad personal, sino porque cree que la existencia de un ser todopoderoso hace que la humanidad dependa de él en lugar de progresar por sus propios medios.
Dado su alto perfil como supervillano, Luthor ha entrado en conflicto con Batman y otros héroes del Universo DC.Con frecuencia lidera equipos de supervillanos, como la Legión del Mal. Aunque prefiere el poder de la inteligencia y la estrategia, en ocasiones recurre a su traje de combate mecanizado (warsuit), una armadura avanzada que le otorga fuerza mejorada, capacidad de vuelo, armamento de alta tecnología y otros recursos tácticos para enfrentarse directamente a sus enemigos.
En cada era, Luthor ha representado diferentes tipos de antagonismo: en sus inicios era representado como un científico loco, narcisista y egoísta desde la década de 1960. Desde mediados de la década de 1980, se lo ha retratado con mayor frecuencia como el CEO obsesionado con el poder de LexCorp / LuthorCorp.
En 2009, IGN lo clasificó en el puesto #4 de los 100 mejores villanos de cómics de todos los tiempos, solo superado por Joker, Magneto y Doctor Doom;y la revista Wizard lo posicionó como el villano #8 en su lista de los 100 Mejores Villanos de Todos los Tiempos.
El Lex Luthor's Day («Día de Lex Luthor») oficial es celebrado el 22 de febrero; debido a que hizo su primera aparición en Action Comics #23, que lleva una fecha de portada de abril de 1940, pero se publicó previamente el 22 de febrero de 1940, como el día en que este número estuvo disponible, marcando el debut. En 2025, se celebra el 85 aniversario del personaje. Su celebración anual no solo honra su primera aparición, sino también su longevidad como uno de los adversarios más formidables e influyentes en la historia de los cómics. 
Los actores Scott James Wells, Sherman Howard, John Shea, Michael Rosenbaum, Jon Cryer, Titus Welliver y Michael Cudlitz  han dado vida a Lex Luthor en diversas series de televisión. En el ámbito de la animación, el personaje ha sido interpretado por varios actores de voz, entre ellos Clancy Brown, Mark Rolston, James Marsters, Giancarlo Esposito y Marc Maron. En la gran pantalla, Lex Luthor ha sido encarnado por Lyle Talbot, Gene Hackman, Kevin Spacey y Jesse Eisenberg, dejando una huella indeleble en la historia del cine. Actualmente, el actor Nicholas Hoult asume el papel en el renovado Universo DC, debutando como el icónico villano en la película Superman (2025).

## Lex Luthor en los cómics

### Historial de publicaciones

#### Creación y desarrollo
En su primera aparición en la historia, Action Comics # 23 (abril de 1940), Luthor es representado como un genio diabólico y se le conoce únicamente por su apellido. Reside en una ciudad voladora suspendida por un dirigible y planea provocar una guerra entre dos naciones europeas. Lois Lane y Clark Kent investigan, lo que resulta en el secuestro de Lois. Luthor lucha contra Superman con un rayo verde, pero finalmente es derrotado y Lois es rescatada. Superman destruye el dirigible de Luthor con él todavía en él, lo que implica que Luthor pudo haber muerto. Las historias que terminan con la aparente muerte de Luthor se vuelven comunes en sus primeras apariciones, y él aparece vivo más tarde.
Luthor regresa en Superman #4 y roba un arma del ejército estadounidense capaz de provocar terremotos. Superman lucha y derrota a Luthor, luego destruye el dispositivo sísmico. El científico que fabricó el dispositivo se suicida para evitar su reinvención. En una historia del mismo número, Luthor crea una ciudad en el continente perdido hundido en el océano Pacífico y lo puebla con monstruos prehistóricos recreados, que planea desatar en el mundo. Superman frustra sus planes y Luthor aparentemente muere a manos de los dinosaurios que creó. Luthor regresa en Superman #5 con un plan para colocar gas hipnótico en las oficinas de personas influyentes para poder llevar a la nación a una depresión con la ayuda del financiero corrupto Moseley. La historia termina con Superman derrotándolo.
En estas primeras historias, los planes de Luthor se centran en ganancias financieras o ambiciones megalómanas; a diferencia de la mayoría de las encarnaciones posteriores, no demuestra una fuerte animosidad hacia Superman más allá del inevitable resentimiento por la constante interferencia del héroe en sus planes. El odio obsesivo de Luthor hacia Superman llegó más adelante en el desarrollo del personaje.
En las primeras apariciones de Luthor, se le muestra como un hombre de mediana edad con una cabellera pelirroja. Sin embargo, menos de un año después, un error artístico hizo que Luthor apareciera completamente calvo en una tira de periódico. El error original se atribuye a Leo Nowak, un artista de estudio que ilustró para los diarios de Superman durante este período.  Una hipótesis es que Nowak confundió a Luthor con el Ultra-Humanita, un científico loco enemigo recurrente de Superman que, en su encarnación de la Edad de Oro, parecía un anciano calvo.  Otra evidencia sugiere que el diseño de Luthor se confundió con el de un secuaz calvo y fornido en Superman #4 (primavera de 1940); La siguiente aparición de Luthor ocurre en Superman #10 (mayo de 1941), en el que Nowak lo describió como significativamente más pesado, con papada visible. Se ha hecho referencia a la abrupta pérdida de cabello del personaje varias veces a lo largo de su historia. En 1960, el escritor Jerry Siegel alteró la historia de fondo de Luthor para incorporar la caída del cabello a su origen.
Durante la Segunda Guerra Mundial, el Departamento de Guerra pidió que se retiraran los diarios de la tira cómica de Superman. Las tiras en cuestión fueron creadas en abril de 1945 y mostraban a Lex Luthor bombardeando a Superman con la radiación de un ciclotrón. Esto violaba las pautas de censura voluntaria en tiempos de guerra destinadas a ayudar a ocultar el Proyecto Manhattan.

#### Edad de Plata de Lex Luthor
En 1956, DC Comics reinventó a Flash con una nueva identidad, disfraz y origen secretos. Esto llevó a la nueva Edad de Plata de los cómics y al primer reinicio de DC Comics, en el que se reinventaron personajes de todos los ámbitos o se redefinieron sus historias y naturaleza. Más tarde se dijo que las historias anteriores de la Edad de Oro de Superman y Batman habrían tenido lugar en la Tierra-2, un universo paralelo que era parte del Multiverso DC más grande .
La versión de Luthor de la Edad de Plata se introdujo en Adventure Comics # 271 (abril de 1960), ahora se le dio el primer nombre "Lex" (más tarde se dijo que era la abreviatura de Alexis, finalmente reconfigurado como Alexander) y una historia de origen. Superboy, originalmente adorador de héroes, el adolescente Lex Luthor de Smallville está decidido a demostrar que es el científico más grande de la Tierra creando vida artificial. Su imprudencia e inexperiencia provocan un incendio en su laboratorio y llama a Superboy para que lo salve. El Chico de Acero apaga el fuego, pero en el proceso destruye accidentalmente la forma de vida artificial y los años de notas de investigación que llevaron a su creación, mientras que los vapores del fuego químico hacen que a Luthor se le caiga el cabello. No dispuesto a responsabilizarse por el incendio del laboratorio y la destrucción del trabajo de su propia vida, Luthor decide que Superboy estaba celoso de su intelecto y provocó el incendio él mismo. Creyendo que ha sido traicionado por su héroe y amigo, Lex jura venganza.
Este origen revisado hace que la pelea de Luthor con Superman sea personal y sugiere que si los acontecimientos se hubieran desarrollado de manera diferente, Luthor podría haberse convertido en una persona más noble. El ego de Luthor que le impide crecer personalmente y la tragedia de que él y Clark podrían haber sido una fuerza para el bien juntos aparecen en varias historias a lo largo de las décadas de 1970 y 1980, particularmente en las novelas de Elliot S. Maggin El último hijo de Krypton y El lunes milagroso.
La versión de la Edad de Oro de Luthor aparece nuevamente como un villano que aún está vivo y coleando en la Tierra-Dos . Para distinguirlo del Lex Luthor actual, se muestra que la encarnación original mantuvo su cabello rojo y retroactivamente se le da el nombre de Alexei. En DC Comics Presents Annual #1 (1982), Alexei Luthor de Tierra-Dos y Lex Luthor de Tierra-Uno se unen. Se muestra que Alexei es posiblemente más frío y villano, perfectamente dispuesto a destruir toda la Tierra para demostrar su superioridad, mientras que Lex duda en hacerlo porque no desea gobernar un mundo sin vida y no quiere que su hermana lo haga morir.

Años más tarde, Lex Luthor y el villano Brainiac recluta un ejército de supervillanos durante Crisis en Tierras Infinitas, incluido Alexei Luthor de Tierra-2. Cuando Alexei argumenta que el ejército no necesita dos Luthors, Brainiac está de acuerdo y lo ejecuta.

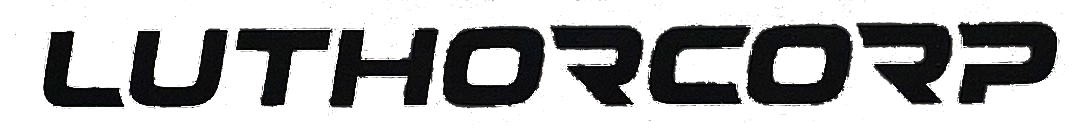
Logo de LuthorCorp en el Universo DC.(DCU)

#### Reinicio Post-Crisis
Después de Crisis en Tierras Infinitas (1985-1986), DC reinició su universo una vez más, creando la realidad "poscrisis". En la serie limitada de 1986 El hombre de acero, John Byrne rediseñó a Lex Luthor desde cero, con la intención de convertirlo en un villano que la década de 1980 reconocería: un malvado ejecutivo corporativo. Byrne eligió intencionalmente basar esta nueva descripción de Luthor en los empresarios Donald Trump, Ted Turner, Howard Hughes y Satanás.  Inicialmente brutal y con sobrepeso, el personaje luego evolucionó hasta convertirse en una versión más elegante y atlética de su antiguo yo. Ya no se cuenta que Luthor perdió el cabello en un incendio químico; más bien, se muestra que la línea del cabello retrocede naturalmente con el tiempo. Marv Wolfman, un escritor de Action Comics que tuvo una conversación con Byrne antes del reinicio de Luthor recordó:
Nunca creí en el Luthor original. Cada historia comenzaría con él escapando de la prisión, encontrando un robot gigante en un viejo laboratorio que escondía en alguna parte, y luego sería derrotado. Mi opinión era que si pudiera permitirse todos esos laboratorios y robots gigantes, no necesitaría robar bancos. También pensé más tarde que Luthor no debería tener superpoderes. Todos los demás villanos tenían superpoderes. El poder de Luthor era su mente. Necesitaba ser más inteligente que Superman. Los poderes de Superman tenían que ser inútiles contra él porque no podían luchar físicamente entre sí y Superman simplemente no era tan inteligente como Luthor. 
Como se presentó originalmente en la versión poscrisis del Universo DC Comics, Lex Luthor es producto del abuso infantil y la pobreza temprana. Nacido en el distrito Suicide Slum de Metrópolis, se le inculca el deseo de convertirse en un hombre hecho a sí mismo de gran poder e influencia. Cuando era adolescente, contrata una importante póliza de seguro de vida para sus padres sin su conocimiento y luego sabotea los frenos de su coche, provocando su muerte. Al graduarse del MIT, Luthor funda su propio negocio, LexCorp, que crece hasta dominar gran parte de Metrópolis.
Luthor no aparece por completo en la miniserie El Hombre de Acero hasta el cuarto número, que tiene lugar más de un año después de la llegada de Superman a Metrópolis. Los terroristas se apoderan del yate de Luthor y obligan a Superman a intervenir. Satisfecho con la actuación del héroe, Luthor intenta contratarlo, admitiendo que sabía sobre el ataque entrante y permitió que ocurriera para poder ver cómo respondía Superman (asumiendo que el Hombre de Acero llegaría a tiempo). Enfurecido, el alcalde encarga a Superman arrestar a Luthor por peligro imprudente. Aunque Luthor sale de la cárcel rápidamente y se retiran los cargos, la humillación de ser arrestado y procesado públicamente, junto con la indignación de que Superman se negó a trabajar para él, hace que el villano se comprometa a destruir a Superman simplemente para demostrar su poder.

A pesar de la aceptación general de la caracterización de Byrne, que llevó a su influencia en las adaptaciones de los medios, los escritores de DC Comics comenzaron a recuperar su cualidad de ser un genio científico en la década de 1990 en historias como The Final Night. En el año 2000, se decía que los logros genuinos de Luthor en varios campos científicos fueron los que ayudaron a crear LexCorp y a que tuviera tanto éxito en tan poco tiempo (en las primeras historias posteriores a la crisis, Byrne sugirió que Luthor era reconocido como un inventor brillante y una gran mente científica, pero se había retirado en gran medida de su laboratorio en favor de la sala de juntas). Respecto a que el personaje sea un multimillonario corrupto en lugar de un científico loco, el autor Neil Gaiman comentó:
Es una pena que Lex Luthor se haya convertido en un multinacionalista; Me gustaba más como científico calvo. Estaba en prisión, pero no podían meter su mente en prisión. Ahora es sólo un Kingpin flaco.
Las aspiraciones románticas de Luthor hacia Lois Lane, establecidas al principio de la serie, se convierten en un punto focal de las historias que le siguen inmediatamente. Se le muestra haciendo repetidos intentos de cortejarla durante El hombre de acero, aunque Lois claramente no corresponde a sus sentimientos.
En la línea de cómics Superman Adventures basada en la serie de televisión del mismo nombre, la historia de fondo de Luthor es idéntica a la del origen posterior a la crisis con ligeros cambios. Se muestra a Luthor originario de Suicide Slum, su inteligencia eclipsa a la de otros niños, alimentando su ambición de que toda Metrópolis lo admire algún día. La calvicie de Luthor nunca se explica, salvo por una breve descripción de él con cabello rubio en la infancia; se supone que la caída del cabello fue natural. Los padres de Luthor mueren durante su adolescencia, sin embargo, sus muertes son realmente accidentales. Lex usa el seguro para pagar su matrícula en el MIT y luego funda LexCorp. Su odio hacia Superman se explica porque los ciudadanos de Metrópolis han admirado al Hombre de Acero más que a él.

#### Representaciones modernas
Superman: Birthright, una serie limitada escrita por Mark Waiden 2004, ofrece una mirada alternativa a la historia de Luthor, incluida su juventud en Smallville y su primer encuentro con Superman. La historia tiene similitudes con la serie de televisión de 2001 Smallville, que sigue a Clark Kent cuando era adolescente y hasta su edad adulta temprana. Un elemento de la trama que comparten el cómic y el programa es la relación problemática entre Lex y su padre Lionel. Junto con esto, Birthright restaura ella Edad de Plata de que Luthor se hace amigo de Clark Kent cuando era joven. Los dos encuentran un parentesco al sentirse forasteros y compartir el deseo de explorar el espacio exterior y descubrir vida extraterrestre, a pesar de que uno está resentido con la humanidad y el otro espera comprenderla y ser aceptado por ella. Lex descubre muestras de kryptonita en Smallville y las utiliza como fuente de energía para una máquina que espera atraviese el espacio y el tiempo para poder comunicarse con Krypton. Cuando Clark enferma al acercarse a la máquina, Lex confunde su reacción con una duda sobre la capacidad y la cordura del joven científico. Sintiéndose traicionado, Lex continúa el experimento, pero se produce una explosión y la radiación provoca que se le caiga el cabello.. Luthor deja Metrópolis y años más tarde su trabajo científico, basado en gran medida en sus ideas sobre la vida extraterrestre, resulta en una fortuna que usa para crear LexCorp. Cuando aparece Superman, Lex se enoja porque el poderoso extraterrestre, el tipo de compañero que a menudo había esperado, lo mira con desaprobación y abiertamente le falta el respeto frente a los medios. Por esto y su interferencia con las operaciones criminales de Luthor, el científico empresario decide humillar y destruir al alienígena.
La intención original de Waid era descartar la noción de que Lex Luthor fuera un malvado hombre de negocios, restaurando su estatus de científico loco. Sin embargo, finalmente admitió que sería más fácil para los lectores reconocer al director ejecutivo Luthor. En Birthright, Luthor sigue siendo un rico magnate corporativo; Sin embargo, en contraste con la caracterización de Byrne, LexCorp se basa en el estudio de Luthor sobre la vida extraterrestre, proporcionando así un vínculo entre él y Superman. En la sección retrospectiva del libro de bolsillo comercial Superman: Birthright, Waid explica: 
A pesar de mis prejuicios personales, propongo que dejemos a Lex como el empresario criminal que ha sido durante los últimos 17 años. A los productores de Lois & Clark les gustó, a los chicos de dibujos animados de WB les gustó... así que claramente, funciona en algún nivel. Mi preocupación es que, al menos en mi opinión, el hecho de que a Luthor se le permita operar sin oposición durante años hace que Superman parezca ineficaz. 
Inicialmente, Birthright tenía la intención de establecer un nuevo origen para Superman y Luthor. Inmediatamente, los cómics de Superman y la serie Superman/Batman hicieron referencias a la canonicidad de la nueva serie de origen. Pero después de que Infinite Crisis terminó en 2006, nuevas historias desacreditaron partes de ella y fue reemplazada oficialmente por la serie de 2009-2010 Superman: Secret Origin. Superman: Secret Origin revisó la historia de fondo de Lex para que ahora tuviera nuevamente una hermana, Lena. Si bien conoció a Clark cuando era adolescente en Smallville, rechazó los intentos del otro chico de entablar una amistad. Resentido con su padre alcohólico y abusivo, Lex organiza la muerte de sus padres en un accidente automovilístico y usa el dinero del seguro para dejar Smallville y comenzar una vida mejor. Después de estudiar con los villanos Ra's al Ghul y Darkseid, funda LexCorp y utiliza sus relaciones públicas, recursos y control de los medios para erigirse en un casi salvador en Metrópolis. El Daily Planet se opone a Luthor y él toma represalias de tal manera que deja al periódico casi en quiebra. La llegada de Superman desafía la imagen de Luthor y trae un interés renovado al Planeta cuando realiza entrevistas exclusivas con su personal. Clark Kent, Jimmy Olsen y Lois Lane trabajan juntos para oponerse al poder de Luthor y Superman le dice al público que deben esforzarse por lograr grandes cosas ellos mismos y no esperar a que otros sean sus salvadores. Enojado por la interferencia de Superman y culpándolo por perder el amor del público, Luthor jura venganza.
Tras los cambios de continuidad en DC Rebirth de 2016 , la historia de Superman: Secret Origin sigue en gran medida intacta, aunque también se ha revelado que durante un tiempo Lionel Luthor trabajó como científico para Vandal Savage y que esto llevó a una breve amistad entre Lex. y J'onn J'onzz, el Martian Manhunter, cuando ambos eran niños.

### Biografía del personaje
Ya sea un científico loco, un hombre de negocios corrupto o ambos, el ego de Luthor es un rasgo definitorio en todas sus encarnaciones; cree que tiene derecho a la popularidad y al poder. Si bien cada encarnación inicialmente quiere la adoración de los demás y el control sobre Smallville o Metrópolis, el objetivo finalmente se eleva al control sobre la Tierra y posiblemente la dominación universal. El otro deseo que rivaliza con este es su obsesión por destruir a Superman y humillar al héroe alienígena, ya sea mostrando su propia superioridad logrando la victoria sin el beneficio de nacer con poder alienígena o demostrando que el Hombre de Acero está motivado por el deseo egoísta en lugar del altruismo. Muchas veces, Luthor ha afirmado que podría crear una mejor forma de vida para toda la raza humana si no fuera por la interferencia de Superman con su trabajo y ha argumentado que la presencia del Hombre del Mañana no solo invita al peligro sino que alienta a la sociedad humana a no luchar por la grandeza porque un extraterrestre poderoso está alrededor para protegerlos y resolver problemas. Durante el crossover de Blackest Night, Wonder Woman restringe a Luthor con su lazo mágico y bajo su hechizo de verdad, confiesa que secretamente quiere ser Superman, lo que indica que no cree realmente que Superman frene el progreso humano o sea una amenaza y que simplemente tiene envidia. Cuando Superman estuvo fuera de la vista durante un año, Luthor usa el tiempo para crear el proyecto 'Everyman' con la esperanza de poder duplicar los poderes kryptonianos en sí mismo, y luego ataca Metrópolis con una nave de guerra kryptoniana enterrada durante mucho tiempo. Volviendo a la acción, Superman señala que Lex tenía un año para demostrar que podía ayudar a la humanidad y mejorar la Tierra si Superman no interfería con su vida, pero en lugar de curar enfermedades o crear una edad de oro técnica, todavía se enfocaba en aumentar su poder y encontrar «una gran máquina destructiva para que [él] pudiera romper cosas». En la historia "The Black Ring", el villano tiene brevemente el poder de traer paz y felicidad a todo el universo, pero luego rechazó hacerlo porque significaría que Superman también sería recompensado con dicha y no podría sufrir.
En ocasiones, a Lex se le ha mostrado evidencia de que Clark Kent es Superman y casi siempre niega esta posibilidad, incapaz de imaginarse a un hombre con tanto poder pasando la mitad de su tiempo fingiendo ser promedio, ya que eso es algo que le resultaría humillante e imposible de hacer. En historias que aparecen en JLA y 52 por Grant Morrison, Luthor no se atreve a creer que Superman es verdaderamente altruista y se preocupa profundamente por un planeta que no es su mundo nativo, concluyendo que las buenas acciones del héroe son a menudo formas pasivo-agresivas de hacer alarde de su poder y popularidad ante Lex. Cuando el héroe une fuerzas con otros para formar una nueva y poderosa versión de la Liga de la Justicia de América, Lex decide que este es el desafío directo de Superman a su propio poder, por lo que crea una nueva Banda de la Injusticia en respuesta.

#### Edad de Plata
Mientras que el Luthor de la Edad de Oro (más tarde llamado Alexei Luthor) es simplemente un hombre amoral y brillante impulsado por un simple deseo de poder, a la encarnación de la Edad de Plata se le dio una personalidad y una historia de fondo más desarrolladas. El adolescente Lex Luthor es un aspirante a científico que reside en Smallville y admira mucho a su héroe local Superboy (Kal-El). Después de que Lex lo salva de la kryptonita, el Niño de Acero le construye un laboratorio privado en agradecimiento. Después de "miles de experimentos", el joven científico crea una forma de vida artificial de "protoplasma primitivo". Lleno de alegría, accidentalmente provoca un incendio químico en el laboratorio. Superboy apaga el fuego, derramando inadvertidamente otros químicos, destruyendo la forma de vida artificial y las notas de investigación acumuladas que llevaron a su creación. Los vapores químicos también hacen que el cabello de Lex se caiga por completo. Enfurecido por haber perdido años de investigación pero no dispuesto a aceptar la responsabilidad del incendio, Luthor concluye que Superboy saboteó intencionalmente su trabajo, celoso de los logros del joven científico y jura venganza.
Luthor crea grandiosos proyectos de ingeniería para demostrar su superioridad sobre el superhéroe, pero cada uno falla y causa problemas que Superboy luego resuelve. Luthor luego hace su primer intento de asesinar al Último Hijo de Krypton y falla. En lugar de llevarlo a las autoridades, Superboy declara que están incluso ahora y expresa su esperanza de que Lex se "arregle" y use su inteligencia para ayudar a la humanidad en lugar de intentar demostrar su superioridad o perder el tiempo buscando poder y venganza.
Superman's Girl Friend, Lois Lane #23 (1961) revela que los padres de Lex Luthor de la Edad de Plata son Jules y Arlene y que tiene una hermana menor, Lena. Cuando Lex se convierte en un criminal, la familia se muda de Smallville y cambia su nombre a Thorul (un anagrama) para comenzar una nueva vida libre de él. Lena Thorul es una niña pequeña en ese momento y crece sin recordar su verdadero apellido, mientras que sus padres dicen que su hermano mayor murió en un accidente de montañismo. Más tarde, Lex vigila a la Lena adulta, asegurándose de que no descubra su conexión con uno de los mayores villanos de la Tierra.
Como adulto, las ambiciones de Lex Luthor son matar a Superman y gobernar la Tierra, un trampolín para dominar el universo, creyendo que un hombre de su intelecto merece tal poder. En varias ocasiones une fuerzas con el enemigo de Superman, Brainiac (aunque los dos a menudo también se traicionan entre sí). Lex es encarcelado repetidamente, pero su genio le permite escapar de forma rutinaria. También hace hincapié en estar fuera de prisión en el cumpleaños de Albert Einstein, considerándolo un día festivo. Una famosa "historia imaginaria" no canónica de 1961 titulada La muerte de Superman tiene a Luthor finalmente logrando matar a Superman después de fingir reformarse y hacerse amigo de él.
En un distante planeta árido que orbita una estrella roja, Luthor desafía a Superman a una pelea ya que los kryptonianos pierden poder cuando se exponen a la radiación del sol rojo. Al entablar amistad con los habitantes del planeta, Luthor les ayuda a redescubrir la tecnología perdida que restaura el suministro de agua y ayuda a la sociedad a reconstruirse. Como resultado, Luthor se convierte en un héroe a los ojos del planeta, mientras que su enemigo, Superman, es detestado como un villano. La gente cambia el nombre del planeta Lexor y se convierte en una base de operaciones regular y un retiro para Luthor entre sus esfuerzos por luchar contra Superman y apoderarse de la Tierra. Más tarde conoce a una mujer local llamada Ardora (primero llamada "Tharla" pero rebautizada como "Ardora" en historias posteriores, así como la reimpresión de su primera aparición). Los dos finalmente se enamoran y se casan..

#### Edad de Bronce
Decidiendo retirarse permanentemente, Luthor regresa a Lexor y se entera de que Ardora tuvo un hijo, Lex Luthor Jr. Pasa las próximas semanas con su nueva familia antes de descubrir que Lexor sufre de la misma inestabilidad planetaria que destruyó a Krypton. Mientras crea una torre "Neutrarod" para estabilizar el núcleo planetario, el odio patológico de Luthor por Superman resurge y reflexiona sobre sentirse insatisfecho en la vida sin su conflicto. El villano luego desentierra un antiguo laboratorio subterráneo de gran tecnología, una reliquia de la era perdida de Lexor. Después de que uno de los satélites aún activos de Luthor amenaza a la gente de la Tierra, concluye que Superman pronto vendrá a Lexor para llevarlo de regreso a las autoridades de la Tierra. Con los recursos del laboratorio subterráneo, pasa semanas creando un dispositivo altamente destructivo y capaz de volar "traje de guerra") para finalmente igualar al kryptoniano en combate físico y contrarrestar sus poderes. Para probar el traje, Luthor realiza varios actos de destrucción en Lexor, fingiendo ignorancia cuando se entera del "misterioso merodeador" y le dice a Ardora que no tiene conocimiento del hombre blindado.
Cuando llega Superman, Luthor se pone su traje de guerra y ataca, ahora obsesionado con la necesidad de vencer al héroe en combate y demostrar su superioridad. La gente de Lexor se sorprende al darse cuenta de que él es el misterioso merodeador y no le importa el daño que les ha causado. Durante la batalla, Luthor libera una salva de energía que sobrecarga accidentalmente el Neutrarod, lo que resulta en la destrucción completa del planeta Lexor y todos sus habitantes, incluidos Ardora y Lex Jr. De manera similar a cómo reaccionó después de la destrucción de su laboratorio en Smallville, Lex. es incapaz de procesar su dolor y aceptar su responsabilidad por la destrucción de Lexor. Él bloquea psicológicamente parte de su propia memoria para convencerse a sí mismo de que Superman tiene la culpa, renovando su necesidad de venganza. En sus historias posteriores, usa regularmente el traje de guerra Lexorian. El traje de guerra fue diseñado por George Pérez como parte de la línea de juguetes Super Powers a principios de la década de 1980 antes de ser introducido en los cómics en 1983. El traje desapareció en 1986 después de que Crisis on Infinite Earths reiniciara la continuidad de DC Comics, pero se reintrodujo en 2004. ahora se dice que está construido con una combinación de tecnología terrestre y alienígena (incluida la tecnología del mundo de otras dimensiones Apokolips) y está armado con diferentes formas de kryptonita en el guante.
Durante la serie limitada de 12 números Crisis on Infinite Earths, Luthor se alía con el enemigo de Superman, Brainiac, para reclutar un ejército de supervillanos que abarcan el Multiverso DC. La versión de la Edad de Oro de Luthor está presente y se queja de que este ejército no necesita dos Luthor; Brainiac lo mata en respuesta. Al final de la serie, la realidad se altera de manera que cada uno de los diferentes universos converge en uno. Posteriormente, Luthor es devuelto a prisión con todos sus recuerdos olvidados de la Crisis.
Esta encarnación de Lex Luthor encontró su fin en la historia no canónica de dos partes "¿Qué le pasó al hombre del mañana?" Que cerró la continuidad de Pre-Crisis Superman antes de la Edad de Plata y Bronce. Luthor encuentra la cabeza robótica de Brainiac, con la esperanza de revivir al villano para un nuevo equipo. En cambio, Brainiac toma el control del cuerpo de Luthor, lo que lo obliga a ser un anfitrión mientras intenta destruir a Superman. Luthor más tarde le ruega a una Lana Lang superpoderosa que lo mate, quien lo hace. Brainiac retiene el control del cuerpo durante un corto período de tiempo antes de que se establezca el rigor mortis, luego lo abandona y se queda sin energía poco después.

#### Post-Crisis
Como parte de los cambios de continuidad que siguieron a The Man of Steel y Superman: Secret Origin, Alexander "Lex" Joseph Luthor es un hombre de negocios corrupto que se beneficia de muchas operaciones criminales ocultas. Este Luthor creció siendo un niño pobre junto a Perry White, luego causó la muerte de sus padres en un accidente automovilístico para que pudiera heredar su seguro de vida y crear una vida mejor para sí mismo, creando LexCorp. Se casa y se divorcia varias veces y desea un romance con Lois Lane. Cuando aparece Superman, Luthor aprovecha un ataque terrorista para ver al héroe en acción y luego intenta convertirlo en un empleado. Pero el Hombre de Acero, actuando como diputado especial de Metrópolis, lo arresta por poner en peligro a las personas al no advertir a las autoridades del inminente ataque terrorista. Humillado, Luthor jura venganza, haciéndole saber repetidamente a Superman sobre sus planes criminales, pero nunca le deja pruebas suficientes para llevar al hombre ante la justicia nuevamente. Luthor se obsesiona con Superman y recopila toda la información sobre él y sus asociados, liderando un análisis por computadora para concluir que Clark Kent y Superman son la misma persona. Incapaz de creer que alguien tan poderoso como Superman oculta regularmente ese poder y finge ser promedio, ya que eso es algo que nunca haría él mismo, Luthor descarta los hallazgos de la computadora y concluye que tanto la máquina como su programador tienen la culpa.
Como un guiño a la continuidad anterior, Luthor hace que su laboratorio cree una armadura de alta tecnología que se asemeja al traje de guerra Lexorian. En lugar de actuar directamente, tiene un empleado que se pone la armadura y ataca a Superman por él. El hombre es derrotado y no puede testificar contra Luthor porque la unidad de control mental de la armadura destruye su mente. Junto con esto, Luthor participa en la creación de dos villanos de Superman, Parásito (indirectamente) y Bizarro (un intento fallido de los científicos de Luthor para clonar a Superman).
Cuando Superman lucha contra el cyborg Metallo, Luthor interviene. En Superman (vol. 2) # 2, al descubrir que Metallo está impulsado por un 'corazón' de kryptonita que puede dañar y potencialmente matar a Superman, Luthor lo roba y crea un anillo de kryptonita para sí mismo. Lleva el mineral radiactivo alrededor de su dedo como símbolo de que es intocable, lo que causa dolor y debilidad al Hombre del Mañana cada vez que se acerca. Sin darse cuenta de que los seres humanos pueden verse afectados por una exposición grave o prolongada a la radiación de kryptonita, Luthor finalmente desarrolla cáncer. Le amputaron la mano para prevenir la propagación del cáncer, solo para descubrir que ya ha hecho metástasis y su condición es terminal. Su anillo de kryptonita luego es robado y pasa a manos de Superman, quien a su vez se lo confía a Batman, encargándose al Caballero Oscuro que lo use si el Hombre de Acero se vuelve corrupto o cae bajo el control de otro.
Luthor finge su muerte en un accidente aéreo en los Andes y secretamente transfieren su cerebro a un cuerpo clonado, uno más joven, más alto, con mucho cabello y más en forma física. Con la ayuda de asistentes de confianza, Luthor, que ahora tiene 21 años físicamente, se presenta al mundo como su propio hijo ilegítimo y heredero de Australia, hasta ahora desconocido, Lex Luthor II, que solo desea hacer el bien y no puede ser juzgado por las acciones de su padre. Rápidamente manipula y recluta a la nueva Supergirl (un ser protoplásmico), que se enamora de él debido a su parecido con su amor perdido y creador, el Luthor de una Tierra paralela. Cuando Superman es aparentemente asesinado por el arma viviente Doomsday, la instalación de investigación genética Proyecto Cadmus crea un aparente clon del héroe llamado Superboy (Kon-El). Como la ciencia de la Tierra no puede replicar perfectamente el ADN kryptoniano, Superboy se crea mediante manipulación genética, esencialmente dándole el 50% del ADN de Superman y el 50% del ADN de un ser humano, que años después se reveló como el propio Luthor.
El cuerpo clon de Luthor finalmente comienza a deteriorarse, lo que hace que pierda el cabello y envejezca a un ritmo acelerado, un efecto secundario de una enfermedad que afecta a todos los clones. Lois Lane descubre pruebas de la cosecha de clones y la identidad falsa de Luthor y lo expone con la ayuda de Superman. Desesperado por evadir el arresto, Luthor activa la tecnología dejada en la Tierra por Brainiac, destruyendo grandes secciones de Metrópolis en el proceso. Al final, Luthor se convierte en un prisionero en su propio cuerpo, incapaz de moverse o ni siquiera parpadear, jurando venganza internamente sobre Superman. Durante el crossover Underworld Unleashed, el señor demonio Neron ofrece a Luthor plena salud y vitalidad a cambio de servicios y su alma. Sin creer en la existencia de las almas, Lex acepta y es restaurado, recuperando la condición física de su cuerpo Lex II pero aún calvo. Al regresar a Metrópolis, Luthor se somete a un juicio. Afirma que todos sus crímenes fueron cometidos por un clon violento creado por científicos renegados de Cadmus Labs que secretamente retuvieron al verdadero Luthor como rehén. Luthor queda absuelto de todos los cargos. Más tarde se las arregla para volver a adquirir su antiguo anillo de kryptonita.
Cuando Superman y otros forman una nueva y poderosa versión de la Liga de la Justicia de América, Lex decide que este es el desafío directo de Superman a su propio poder, por lo que crea una nueva Banda de Injusticia en respuesta. Junto con sus nuevos compañeros de equipo, Lex adquiere un poderoso artefacto conocido como Worlogog, que puede deformar el espacio y el tiempo. La Banda de la Injusticia mata a varias personas mientras ataca a la Liga y luego atrae a los héroes a una trampa, pero luego es derrotado. El Joker gana el control del Worlogog, pero luego es atacado telepáticamente, volviéndose temporalmente cuerdo y arrepentido. Antes de que la mente del asesino se revierta, Luthor hace que Joker use el Worlogog para revisar la historia para que los asesinados ya no mueran. Con las muertes eliminadas y pocas pruebas físicas que lo relacionen con algún delito, Luthor es libre de irse.
Luthor se casa con Contessa Erica Alexanda Del Portenza, una mujer formidable y casi inmortal con su propia agenda. Después del nacimiento de su hija Lena, Luthor intenta criar a la niña sin su interferencia. Después de varios enfrentamientos, Luthor tiene a la Contessa aparentemente asesinada por un bombardeo de misiles. Más tarde, el villano que viaja en el tiempo Brainiac 13 infunde a Metrópolis con tecnología del futuro, mientras que su antepasado Brainiac, que necesita un nuevo recipiente físico, habita mentalmente en el cuerpo de la joven Lena. Brainiac 13 ofrece a Luthor el control de la tecnología si entrega a Brainiac y Luthor entrega a su hija. Más tarde le dice a Superman que ahora tiene un "reino" como resultado de su trato, y agrega «En cuanto a mi princesa... siempre puedo hacer otro».

##### Presidente de los Estados Unidos
Decidido a dedicarse a la política, Luthor se convierte en Presidente de los Estados Unidos y gana las elecciones en una plataforma de promoción del progreso tecnológico. Su primera acción como presidente es llevar una moratoria propuesta sobre combustibles fósiles al Congreso de los Estados Unidos. En la noche de las elecciones, Batman amenaza con que Luthor se quede con el anillo de kryptonita o la Casa Blanca, pero no ambos. Más tarde, Superman, Batman y Lois Lane aparentemente intentan robar el anillo solo para ser frustrados. En realidad, manipularon a Luthor para que recuperara una falsificación mientras Batman conserva el anillo real.
Antes de asumir el cargo en la Casa Blanca, Luthor corta los lazos con su propia empresa LexCorp, entregando el liderazgo a Talia Head (pronunciado "Heed"), hija del líder del culto terrorista internacional Ra's al Ghul, uno de los mayores enemigos de Batman. La popularidad de Luthor se ve favorecida por la extrema impopularidad del mal manejo de la administración anterior de la crisis del terremoto de Gotham City (como se muestra en la historia de No Man's Land en los títulos de Batman), y sus propios esfuerzos aparentemente heroicos para reconstruir Gotham antes de que se reincorpore a los Estados Unidos. Batman se entera de que Luthor intentó tomar el control de Gotham falsificando escrituras para sus tierras en su propio nombre. Esto da como resultado que Bruce Wayne rompa todos los vínculos comerciales entre el gobierno de los EE. UU. y su empresa, Empresas Wayne. En respuesta a Empresas Wayne rompiendo los lazos con su gobierno, Luthor organiza el asesinato de la amante de Wayne, Vesper Fairchild, y enmarca a Wayne por el asesinato (como se ve en Bruce Wayne: Fugitivo), el plan tiene más éxito de lo que Luthor anticipó cuando su asesino elegido de David Cain se dio cuenta de la identidad de Wayne como Batman y estableció un marco complejo.
Poco después de que Luthor descubre pruebas que lo llevan a concluir que Clark Kent es Superman, comienza la saga Our Worlds at War de 2001, en la que Topeka, Kansas es destruida en un ataque del alienígena Imperiex. Luthor es advertido de antemano del ataque inminente, pero no alerta a nadie para que la Tierra pueda entrar en una gran guerra y pueda demostrar su liderazgo al mundo. Luthor coordina el ejército de los EE. UU., Los superhéroes de la Tierra y una serie de fuerzas alienígenas poco confiables para luchar contra el villano principal del arco de la historia. Aunque Lex Luthor es capaz de idear un plan para destruir el cuerpo de Imperiex, el plan es posteriormente secuestrado por Brainiac 13, lo que requiere que Superman proponga un nuevo plan en el que Darkseid y Luthor coordinen sus esfuerzos para derrotar a Imperiex enviándolo al pasado. Después de la batalla, Superman recupera a Lena y la devuelve a Lex, y le aconseja a Luthor que deje de intentar ser un dios y solo sea un hombre. Poco después, Superman se enfrenta al telepático Manchester Black. Al darse cuenta de que Superman es un verdadero héroe y, por lo tanto, el verdadero heroísmo es posible, Black decide compensar sus acciones contra el Hombre de Acero y Lois Lane eliminando el conocimiento de Lex Luthor de que el Hombre de Acero es Clark Kent.

##### Revisión de la Historia de Fondo y Caída del Poder
Tras la publicación de Superman: Birthright (2003-2004), la historia de Lex Luthor se redefine, integrándose al nuevo canon en los cómics de Superman y la serie Superman/Batman (2004). En esta versión, Lex es ligeramente mayor que Clark Kent y se muda a Smallville en su adolescencia. Posiblemente maltratado por su padre, Lionel, y aislado por su inteligencia y falta de habilidades sociales, Lex solo encuentra amistad en Clark, a quien admira por su conocimiento, aunque lo considera ingenuo. Fascinado por la kryptonita, Lex la usa en experimentos energéticos, pero un malentendido con Clark —quien se debilita por la radiación— provoca una explosión que le cuesta su cabello. Años después, su investigación sobre vida extraterrestre lo enriquece, fundando LexCorp. La llegada de Superman a Metrópolis lo enfurece: Lex esperaba un igual, pero recibe desaprobación, alimentando su deseo de humillar al héroe que frustra sus planes criminales.
En Superman/Batman: Public Enemies, Lex, presidente de EE. UU., enfrenta la caída de su mandato. Un asteroide de kryptonita amenaza la Tierra, y Lex, inyectándose una mezcla de Venom y kryptonita sintética que lo vuelve fuerte pero irracional, acusa a Superman de atraerlo, ofreciendo una recompensa por su captura. En un enfrentamiento directo, usando un traje de guerra, confiesa tratos ilegales con Darkseid y la liberación de Doomsday. Derrotado y con LexCorp vendida a la Fundación Wayne, huye como fugitivo, mientras muestra interés en corromper a Superboy. Esta historia fue adaptada en la película animada Superman / Batman: Enemigos Públicos (2009).

### Otras versiones de Luthor
Lex Luthor ha aparecido en prácticamente todas las versiones de Superman, aunque su caracterización ha experimentado notables transformaciones a lo largo del tiempo:
- En las iteraciones previas a Crisis en Tierras Infinitas, Luthor era esencialmente un ladrón de inteligencia extraordinaria, cuya peligrosidad radicaba en su astucia y su habilidad para manipular a los demás. Tras este evento pivotal en la continuidad de DC, su figura evolucionó hacia la de un magnate todopoderoso, el "dueño de Metrópolis", gracias a su control sobre LexCorp, la corporación que domina la economía de la ciudad. En las versiones contemporáneas, su motivación principal se centra en una intensa rivalidad por el favor del público, un ámbito en el que logra ciertos triunfos parciales, como cuando asume la presidencia de los Estados Unidos durante una temporada. Sin embargo, su antagonismo se ve alimentado por el hecho de que Superman frustra constantemente sus operaciones ilícitas.
- En la historia alternativa de Superman: Hijo Rojo, Lex Luthor se presenta con un giro inesperado: casado con Lois Lane (ahora Lois Luthor) y luciendo cabello, una imagen alejada de su icónica calvicie. En este relato, el gobierno estadounidense recurre a él, reconocido como el hombre más inteligente del mundo, para derrotar a un Superman comunista. Para lograrlo, Luthor desarrolla varios clones del Hombre de Acero, consolidando su rol como un adversario formidable desde una perspectiva estratégica.
- Por otro lado, en la serie de novelas gráficas DC: Earth One, específicamente en el tercer volumen de Superman: Earth One, Lex Luthor se desmarca de la maldad inherente a sus contrapartes tradicionales. En esta continuidad, está casado con Alexa Luthor, una científica tan brillante como él. Ambos son contratados por el gobierno de Estados Unidos para neutralizar a Superman. Hacia el desenlace, Alexander Luthor se sacrifica para salvar a un debilitado Superman, un acto que desencadena una tragedia imprevista: Alexa, accidentalmente responsable de la muerte de su esposo, desarrolla un profundo resentimiento hacia el héroe. Este evento marca un punto de inflexión, pues Alexa abandona su nombre original y adopta "Lex" como un homenaje a su fallecido compañero, transformándose en la verdadera contraparte de Luthor en esta historia. Su odio hacia Superman la convierte en una encarnación femenina del letal villano clásico, demostrando que el "Lex" inicial no era el auténtico reflejo del personaje tradicional, sino una figura distinta cuya sucesora encarna plenamente el espíritu del antagonista.

Estas reinterpretaciones evidencian la versatilidad de Lex Luthor, cuya esencia —ya sea como genio criminal, magnate implacable o figura trágica— se adapta a cada narrativa, manteniendo siempre su lugar como el némesis definitivo de Superman.

### Apariciones más importantes de Lex Luthor en cómics
| Año       | Título / Serie                             | Número(s)                              | Papel                                     | Notas                                             | Era              |
| --------- | ------------------------------------------ | -------------------------------------- | ----------------------------------------- | ------------------------------------------------- | ---------------- |
| 1940      | Action Comics                              | #23                                    | Antagonista principal                     | Primera aparición de Lex Luthor                   | Edad Dorada      |
| 1940      | Superman                                   | Vol. 1 #4                              | Antagonista principal                     | Primera historia completa como villano            | Edad Dorada      |
| 1960      | Adventure Comics                           | #271                                   | Antagonista principal                     | Historia de origen vinculada a Superboy           | Edad de Plata    |
| 1965–1967 | Superboy                                   | #120, #125, #139                       | Antagonista secundario                    | Rival juvenil con origen trágico                  | Edad de Plata    |
| 1986      | The Man of Steel                           | #4                                     | Antagonista principal                     | Reinicio Post-Crisis de John Byrne                | Post-Crisis      |
| 1987–1990 | Superman (Vol. 2)                          | Varios                                 | Antagonista principal                     | Empresario corrupto y maquiavélico                | Post-Crisis      |
| 1991      | Action Comics                              | #662                                   | Secundario                                | Revelación de identidad de Superman a Lois Lane   | Post-Crisis      |
| 2000–2001 | President Luthor (evento)                  | Varios (Superman, Action Comics, etc.) | Protagonista / Antagonista                | Electo presidente de EE. UU.                      | Post-Crisis      |
| 2005      | Lex Luthor: Man of Steel                   | #1–5                                   | Protagonista                              | Miniserie de Brian Azzarello y Lee Bermejo        | Post-Crisis      |
| 2006      | Superman y Action Comics                   | #650–653, #837–840                     | Antagonista principal                     | Arco "Up, Up and Away!"                           | Post-Crisis      |
| 2006–2007 | 52                                         | #22–35                                 | Antagonista principal                     | Promete superpoderes y manipula a los héroes      | Post-Crisis      |
| 2011–2016 | The New 52 (Action Comics, Justice League) | Varios                                 | Secundario / Antagonista / Héroe temporal | Luthor en la Liga de la Justicia                  | The New 52       |
| 2013–2014 | Forever Evil                               | #1–7                                   | Protagonista / Antihéroe                  | Lidera resistencia contra el Sindicato del Crimen | The New 52       |
| 2015–2016 | Justice League: Darkseid War               | Especial y núms. centrales             | Protagonista parcial                      | Obtiene poderes de un Nuevo Dios                  | The New 52       |
| 2016–2018 | Action Comics (Rebirth)                    | #957–984 y otros                       | Protagonista / Aliado ambiguo             | Adopta el manto de Superman con armadura          | Rebirth          |
| 2019–2020 | Year of the Villain / Hell Arisen          | Varios                                 | Protagonista / Antagonista                | Se convierte en "Apex Lex"                        | Rebirth / DC You |
| 2023      | Superman (Vol. 6)                          | #1–actual                              | Secundario / Aliado ambiguo               | Apoya a Superman desde prisión                    | Dawn of DC       |
| 2024      | House of Brainiac                          | Evento en Superman y Action Comics     | Aliado / Protagonista parcial             | Se une a Superman contra Brainiac                 | Dawn of DC       |

## Lex Luthor en otros medios

### Acción real: Cine
| Título                                        | Año             | Actor           | Notas                        |
| --------------------------------------------- | --------------- | --------------- | ---------------------------- |
| Superman: The Movie                           | 1978            | Gene Hackman    | Villano principal            |
| Superman II                                   | 1980            | Gene Hackman    | Villano secundario           |
| Superman IV: The Quest for Peace              | 1987            | Gene Hackman    | Villano principal            |
| Superman Returns                              | 2006            | Kevin Spacey    | Villano principal            |
| Batman v Superman: El amanecer de la justicia | 2016            | Jesse Eisenberg | Villano principal            |
| Liga de la Justicia                           | 2017 / 2021     | Jesse Eisenberg | Aparición secundaria / cameo |
| Superman                                      | 2025 / (activo) | Nicholas Hoult  | Villano principal            |

### Acción real: Series
| Serie                                              | Año(s)    | Actor             | Notas                  |
| -------------------------------------------------- | --------- | ----------------- | ---------------------- |
| Smallville                                         | 2001–2011 | Michael Rosenbaum | Personaje principal    |
| Supergirl (Arrowverso)                             | 2019–2021 | Jon Cryer         | Villano principal      |
| Crisis en Tierras Infinitas (crossover Arrowverso) | 2019–2020 | Jon Cryer         | Versión multiversal    |
| Titans                                             | 2023      | Titus Welliver    | Participación especial |
| Superman & Lois                                    | 2021-2024 | Michael Cudlitz   | Villano principal      |

### Animación: Películas
| Título                                                          | Año  | Actor de voz      | Notas                                                                                          |
| --------------------------------------------------------------- | ---- | ----------------- | ---------------------------------------------------------------------------------------------- |
| Superman: Brainiac Attacks                                      | 2006 | Powers Boothe     | Basado visualmente en Superman: The Animated Series con personalidad inspirada en Gene Hackman |
| Superman: Doomsday                                              | 2007 | James Marsters    | Villano principal                                                                              |
| Justice League: The New Frontier                                | 2008 | –                 | Cameo sin diálogo                                                                              |
| Superman/Batman: Public Enemies                                 | 2009 | Clancy Brown      | Luthor como presidente de EE. UU.                                                              |
| Justice League: Crisis on Two Earths                            | 2010 | Chris Noth        | Luthor heroico de universo alternativo + cameo del Luthor principal                            |
| All-Star Superman                                               | 2011 | Anthony LaPaglia  | Villano principal                                                                              |
| JLA Adventures: Trapped in Time                                 | 2014 | Fred Tatasciore   | Villano principal                                                                              |
| Justice League: War                                             | 2014 | Steve Blum        | Cameo como futuro miembro de la Liga                                                           |
| Lego Batman: The Movie - DC Super Heroes Unite                  | 2013 | Clancy Brown      | Villano principal                                                                              |
| Lego DC Comics: Batman Be-Leaguered                             | 2014 | John DiMaggio     | Villano                                                                                        |
| Lego DC Comics Super Heroes: Justice League vs. Bizarro League  | 2015 | John DiMaggio     | Villano                                                                                        |
| DC Super Friends                                                | 2015 | Travis Willingham | Villano                                                                                        |
| Justice League: Gods and Monsters                               | 2015 | Jason Isaacs      | Científico paralizado, líder de "Project Fair Play"                                            |
| Superman: Red Son                                               | 2020 | Diedrich Bader    | Versión alternativa en universo soviético                                                      |
| Teen Titans Go! To the Movies                                   | 2018 | –                 | Cameo sin diálogo                                                                              |
| The Lego Movie 2: The Second Part                               | 2019 | Ike Barinholtz    | Participación breve                                                                            |
| Superman: Man of Tomorrow                                       | 2020 | Zachary Quinto    | Primer aparición en el Tomorrowverse                                                           |
| Justice League Dark: Apokolips War                              | 2020 | Rainn Wilson      | Luthor muere enfrentando a Paradooms                                                           |
| Teen Titans Go! & DC Super Hero Girls: Mayhem in the Multiverse | 2022 | Will Friedle      | Villano                                                                                        |
| DC League of Super-Pets                                         | 2022 | Marc Maron        | Villano principal                                                                              |
| Batman and Superman: Battle of the Super Sons                   | 2022 | Darin De Paul     | Villano secundario                                                                             |
| Scooby-Doo! and Krypto, Too!                                    | 2023 | Charles Halford   | Líder de la Legion of Doom                                                                     |
| Justice League: Crisis on Infinite Earths - Part One            | 2024 | Zachary Quinto    | Versión del Tomorrowverse                                                                      |
| Justice League: Crisis on Infinite Earths - Part Three          | 2024 | Corey Stoll       | Nueva versión                                                                                  |

### Animación: Series
| Serie                                     | Año(s)        | Voz                                                 | Notas                                                                            |
| ----------------------------------------- | ------------- | --------------------------------------------------- | -------------------------------------------------------------------------------- |
| Super Friends                             | 1973–1986     | Stanley Jones (mayoría), Michael Bell, Ron Feinberg | Principal antagonista; versión con traje morado y verde                          |
| Superman: The Animated Series             | 1996–2000     | Clancy Brown                                        | Versión empresarial moderna; importante dentro del Universo Animado de DC (DCAU) |
| Justice League / Justice League Unlimited | 2001–2006     | Clancy Brown                                        | Evoluciona de empresario a villano central, se fusiona con Brainiac              |
| Krypto the Superdog                       | 2005–2006     | Brian Drummond                                      | Apariciones ocasionales; versión cómica                                          |
| The Batman                                | 2004–2008     | Kevin Michael Richardson                            | Aparece solo en la quinta temporada                                              |
| Legion of Super Heroes                    | 2006–2008     | Alexander Polinsky                                  | Aparición de un clon descendiente llamado Alexis Luthor                          |
| Batman: The Brave and the Bold            | 2008–2011     | Kevin Michael Richardson                            | Aparece como miembro de la Legion of Doom; estilo retro                          |
| Young Justice                             | 2011–presente | Mark Rolston                                        | Luthor como empresario, político y miembro de "The Light"                        |
| Justice League Action                     | 2016–2018     | James Woods                                         | Versión humorística pero peligrosa; frecuente antagonista                        |
| DC Super Hero Girls (webserie)            | 2015–2018     | John de Lancie                                      | Apariciones menores                                                              |
| DC Super Hero Girls (reboot)              | 2019–2022     | Will Friedle                                        | Villano frecuente, hermano de Lena Luthor                                        |
| Harley Quinn                              | 2019–presente | Giancarlo Esposito                                  | Versión manipuladora; líder de la Legion of Doom                                 |
| Teen Titans Go!                           | 2013–presente | Fred Tatasciore, Kevin Michael Richardson, otros    | Apariciones esporádicas, mayormente cómicas                                      |
| My Adventures with Superman               | 2023–presente | Michael Emerson                                     | Nueva versión con enfoque más siniestro y manipulador                            |

### Videojuegos
| Videojuego                             | Año  | Voz (si se conoce) | Rol / Notas                                                     |
| -------------------------------------- | ---- | ------------------ | --------------------------------------------------------------- |
| Superman (Atari 2600)                  | 1979 | –                  | Primera aparición interactiva de Lex Luthor                     |
| Superman: The Man of Steel             | 1989 | –                  | Antagonista en la versión de Taito                              |
| The Death and Return of Superman       | 1994 | –                  | Enemigo final; adaptación de los cómics de los 90               |
| Superman 64                            | 1999 | –                  | Antagonista principal; secuestra a Lois y crea un mundo virtual |
| Superman: Shadow of Apokolips          | 2002 | Clancy Brown       | Villano principal; basado en el DCAU                            |
| Superman: Man of Steel                 | 2002 | –                  | Aparece como antagonista junto a Brainiac                       |
| Justice League: Injustice for All      | 2002 | –                  | Enemigo jugable                                                 |
| Justice League Heroes                  | 2006 | –                  | Jefe secundario                                                 |
| Mortal Kombat vs. DC Universe          | 2008 | Joe J. Thomas      | Jugable; alía con los villanos del universo MK                  |
| DC Universe Online                     | 2011 | Mark Rolston       | Jugable como villano y figura clave en la narrativa             |
| Lego Batman 2: DC Super Heroes         | 2012 | Clancy Brown       | Jugable; aliado temporal del Joker                              |
| Injustice: Gods Among Us               | 2013 | Mark Rolston       | Jugable; se opone al Superman tirano                            |
| Young Justice: Legacy                  | 2013 | –                  | Villano secundario                                              |
| Scribblenauts Unmasked                 | 2013 | –                  | Personaje invocable como aliado o enemigo                       |
| Lego Batman 3: Beyond Gotham           | 2014 | Clancy Brown       | Jugable, aparece como miembro de la Legion of Doom              |
| Injustice 2                            | 2017 | –                  | No jugable, mencionado en la historia                           |
| Lego DC Super-Villains                 | 2018 | Clancy Brown       | Uno de los principales villanos; personaje jugable              |
| MultiVersus                            | 2024 | –                  | Planeado como personaje jugable (según filtraciones)            |
| Suicide Squad: Kill the Justice League | 2024 | –                  | Antagonista importante; suplantado por Brainiac                 |

## Características físicas y apariencia
Lex Luthor tiene una apariencia físicamente poderosa y autoritaria, destacándose por su calvicie, su rostro serio y su elegancia en la vestimenta, lo que le otorga una presencia imponente y un aire de peligro y control. 
Lex Luthor tenía una apariencia bastante diferente a la icónica imagen del villano de cabeza rapada. En sus primeras apariciones en los cómics de Superman, durante la Edad de Oro (década de 1940), Luthor era representado con cabello rojo y, en algunas versiones, incluso con una abundante melena pelirroja. En estos primeros relatos, su aspecto era más parecido al de un científico loco clásico, con una actitud arrogante y un físico menos imponente. Sin embargo, su transformación en el villano calvo que conocemos hoy fue en parte un accidente editorial. En una historia de 1941, un dibujante confundió a Luthor con otro personaje calvo, y a partir de ahí, se estableció su imagen definitiva como un genio maligno de cabeza rapada. En versiones más modernas del personaje, como en Superman: Birthright o Smallville, se ha mostrado que Lex tenía cabello en su juventud, pero lo perdió debido a un accidente relacionado con sus experimentos científicos o su exposición a la radiación de la kryptonita. 
Pero hay ciertos rasgos que suelen ser comunes en muchas representaciones del personaje:
- Complexión: Generalmente es retratado como un hombre de complexión robusta, fuerte y de constitución atlética. Aunque no es tan musculoso como algunos héroes de cómic, su figura es imponente debido a su presencia física y su actitud dominante. Gracias al continuo entrenamiento al que se somete, posee una excelente condición física y un perfecto estado de salud.
- Cabello: Una de las características más distintivas de Lex Luthor es su falta de cabello. Es comúnmente representado como calvo, lo que le da una apariencia más austera y despiadada. En algunos cómics o películas, ha sido mostrado con una cabeza rapada o completamente afeitada.
- Ojos: Su característica distintiva es el verde intenso de sus ojos.
- Rostro: Su rostro es anguloso y serio, con una mandíbula cuadrada y una mirada intensa que refleja su determinación y frialdad. Las cejas suelen ser gruesas y bien definidas, lo que contribuye a su apariencia severa. Además, su rostro a menudo transmite una mezcla de arrogancia y malevolencia.
- Altura: Lex Luthor generalmente se presenta como un hombre de altura promedio a alta, lo que le permite tener una presencia física dominante sin ser tan alto como otros superhéroes o villanos. En muchas versiones, mide1.90 m.
- Vestimenta: Luthor es conocido por su estilo elegante y sofisticado. Suele vestir trajes caros y bien cortados, a menudo en colores oscuros como el negro, morado o el verde. En algunas representaciones, especialmente en los cómics, puede usar un traje especial que le da más poder o está diseñado para enfrentar a Superman, como su famoso exoesqueleto de armadura. También usa la bata blanca cuando está en el laboratorio. Suele utilizar un anillo con un fragmento de kryptonita en la mano derecha, para estar protegido de Superman en todo momento.
- Expresión y lenguaje corporal: Aunque su físico es imponente, la verdadera "presencia" de Lex Luthor radica en su lenguaje corporal. Es alguien que se mueve con seguridad, a menudo erguido, y que proyecta una sensación de superioridad, tanto física como intelectual. Su expresión siempre denota una mente estratégica y fría.

## Poderes y habilidades
Lex Luthor es una de las mentes más brillantes del Universo DC, destacándose no solo por su intelecto prodigioso, sino también por su extraordinaria capacidad analítica y su profundo conocimiento en múltiples disciplinas científicas y tecnológicas. Su genialidad no se limita únicamente a la teoría, sino que se extiende a la aplicación práctica de sus conocimientos, permitiéndole desarrollar tecnología de vanguardia, armar estrategias extremadamente complejas y prever con gran precisión las acciones de sus enemigos.
Desde su concepción como personaje, Luthor ha sido descrito como el ser humano más inteligente del Universo DC y uno de los seres más brillantes de cualquier mundo. Su memoria eidética le permite recordar con precisión absoluta cualquier información que haya aprendido, lo que refuerza su dominio de prácticamente todas las ramas de la ciencia, incluyendo la ingeniería aeroespacial, la bioquímica, la robótica, la inteligencia artificial, la informática, la nanotecnología, la genética, la energía nuclear, los polímeros sintéticos, las telecomunicaciones, la física cuántica y los viajes en el tiempo. Su maestría en estas áreas le ha permitido desarrollar desde armamento altamente sofisticado hasta mecanismos de teletransportación y dispositivos de realidad aumentada avanzados.
A diferencia de la mayoría de los científicos y tecnólogos del Universo DC, Luthor no solo se limita a innovar en el campo científico, sino que también ha demostrado una capacidad sin igual en el ámbito empresarial y político. Es el fundador y director ejecutivo de LuthorCorp, una de las corporaciones más poderosas del mundo, con intereses en múltiples industrias, desde la energía hasta la biotecnología. Gracias a su astucia, carisma y determinación, ha logrado convertirse en una de las personas más ricas e influyentes del planeta. Su genio estratégico lo ha llevado incluso a ocupar la presidencia de los Estados Unidos, demostrando su habilidad para manipular la opinión pública, ganar aliados poderosos y eliminar amenazas políticas.
En el combate, aunque no es un luchador nato como Batman o Deathstroke, Luthor ha recibido entrenamiento en artes marciales, específicamente en Karate,lo que le permite defenderse en situaciones de emergencia. En algunas versiones, también ha recibido entrenamiento de las Amazonas de Themyscira, lo que mejora aún más sus habilidades en combate cuerpo a cuerpo. Sin embargo, su verdadera fortaleza radica en su capacidad para anticiparse a cualquier confrontación y preparar estrategias y tecnología avanzada que le permitan salir victorioso sin necesidad de recurrir a la fuerza física.
Pese a su inmenso intelecto, Luthor rara vez reconoce a otros seres como sus iguales. Con la excepción de la entidad extraterrestre conocida como Brainiac y, en ocasiones, Batman, Luthor considera que ningún otro ser en el universo está a su nivel intelectual. Esta arrogancia, combinada con su inquebrantable determinación de superar a Superman, es lo que lo impulsa constantemente a buscar nuevas formas de expandir su poder e influencia.

## Armamento
El armamento de Lex Luthor es tan variado y sofisticado como su mente brillante, reflejando su genialidad científica, su riqueza ilimitada y su obsesión por superar a Superman. A lo largo de las diferentes versiones del personaje en cómics, series, películas y videojuegos, Luthor ha empleado una amplia gama de tecnologías avanzadas, armas personalizadas y dispositivos estratégicos diseñados para explotar las debilidades de su némesis kryptoniano o para afirmar su dominio sobre cualquier adversario. A continuación, detallo los elementos más representativos de su arsenal, organizados por categorías y enriquecidos con ejemplos de su uso:

### Traje de Combate (Warsuit)
Uno de los elementos más icónicos del armamento de Lex Luthor es su traje de combate, una armadura de alta tecnología conocida como el LexCorp Warsuit. Este exoesqueleto, generalmente alimentado por energía avanzada y reforzado con aleaciones ultrarresistentes, le otorga fuerza sobrehumana, resistencia y la capacidad de enfrentarse directamente a Superman. Entre sus características destacan:
- Kryptonita incrustada: Muchas versiones del traje incluyen un emisor o fragmentos de kryptonita (como anillos o rayos), diseñados para debilitar a Superman. Por ejemplo, en Action Comics y adaptaciones como Superman: The Animated Series, Luthor usa esta arma para nivelar el campo de batalla.
- Armas de energía: El traje suele estar equipado con cañones de plasma, rayos láser o pulsos electromagnéticos, capaces de causar daño incluso a oponentes superpoderosos.
- Propulsores: Le permiten volar o maniobrar con agilidad, como se ve en videojuegos como Injustice: Gods Among Us.

Ejemplo notable: En All-Star Superman, su traje amplifica su fuerza tras inyectarse un suero que imita los poderes kryptonianos, enfrentándose a Superman en un combate físico devastador.

### Armas Basadas en Kryptonita
La kryptonita es el arma predilecta de Luthor contra Superman, y su ingenio le ha permitido desarrollarla en múltiples formas:
- Anillo de kryptonita: Una herramienta sutil pero letal, usada en los cómics post-Crisis y en Smallville, que emite radiación constante para debilitar a Superman en proximidad.
- Lanzas y proyectiles: En Batman v Superman: Dawn of Justice, Luthor crea una lanza de kryptonita para que Batman la use contra Superman, demostrando su habilidad para armar a otros contra su enemigo.
- Gas y polvo: Versiones pulverizadas de kryptonita, como las vistas en Superman Returns, le permiten atacar a distancia o envenenar el entorno de Superman.
- Sintetización: Luthor ha creado kryptonita artificial en varias historias, como en Superman: Hijo Rojo, donde adapta su tecnología para producir variantes letales.

### Tecnología Robótica y Clones
Luthor frecuentemente recurre a robots y clones como extensiones de su voluntad:
- Robots de LexCorp: Autómatas gigantes o drones armados con láseres y misiles, diseñados para enfrentarse a amenazas superhumanas. En Superman: The Animated Series, estos robots son una constante en sus planes.
- Metallo: Luthor ha financiado o creado a Metallo, un cyborg con un corazón de kryptonita, como arma viviente contra Superman (visto en cómics y en Supergirl).
- Bizarro: En varias historias, como Superman: Red Son o los cómics clásicos, Luthor desarrolla clones imperfectos de Superman, como Bizarro, para desestabilizarlo psicológica y físicamente.

### Dispositivos Estratégicos
El armamento de Luthor no se limita a la fuerza bruta; su mente táctica le lleva a crear herramientas más sutiles:
- Generadores de campos de fuerza: Escudos protectores que lo resguardan de ataques, como los usados en su Warsuit o en instalaciones de LexCorp.
- Disruptores sónicos: Armas de frecuencia diseñadas para afectar la audición mejorada de Superman, vistas en enfrentamientos en los cómics modernos.
- Manipuladores mentales: En algunas historias, Luthor ha experimentado con tecnología para controlar mentes o inducir ilusiones, como en Justice League Unlimited.

### Armas de Destrucción Masiva
Cuando su ambición lo exige, Luthor no duda en escalar a niveles catastróficos:
- Satélites y rayos orbitales: En Justice League (animada) y cómics como 52, Luthor controla satélites armados capaces de atacar desde el espacio.
- Bombas de kryptonita: Dispositivos explosivos con radiación letal, diseñados para eliminar a Superman y causar caos colateral.
- Tecnología extradimensional: En historias como Forever Evil, Luthor usa portales o armas de otras dimensiones para desafiar a la Liga de la Justicia.

### Filosofía detrás de su Arsenal
El armamento de Luthor no solo busca destruir a Superman, sino demostrar la superioridad del intelecto humano sobre el poder alienígena. Cada arma es una extensión de su ego y su creencia de que la mente puede vencer cualquier fuerza física. Su capacidad para adaptar su tecnología a cada situación lo convierte en un adversario impredecible, cuya verdadera arma es su ingenio ilimitado.

## Relación con Superman
Superman (Clark Kent/Kal-El) y Lex Luthor suelen comenzar en polos opuestos. Superman representa la esperanza, el altruismo y el poder usado para el bien común, mientras que Lex encarna la ambición, el egoísmo y el intelecto humano llevado al extremo. En muchas versiones, Lex ve a Superman como una amenaza a la supremacía humana o como un obstáculo personal para su control absoluto, mientras que Superman percibe a Lex como un genio desperdiciado que podría beneficiar al mundo si abandonara su obsesión destructiva.
En los cómics clásicos, su enemistad tiene raíces en Metrópolis, donde Lex, un magnate multimillonario y científico brillante, choca con Superman, el héroe que protege la ciudad. Sin embargo, en adaptaciones más modernas, como Smallville, su relación tiene un giro emocional: comienza como una amistad que se deteriora, añadiendo capas de tragedia a su conflicto
Los temas centrales de su relación se basan en:
- Poder vs. Intelecto: Superman tiene fuerza física sobrehumana, mientras que Lex confía en su mente brillante. Lex a menudo se jacta de que su intelecto lo hace superior, incluso frente a un "dios" como Superman.
- Envidia y Obsesión: Lex envidia el poder y la adoración que recibe Superman, lo que alimenta su deseo de superarlo o destruirlo.
- Humanidad vs. Idealismo: Lex representa el potencial oscuro de la humanidad (ambición desmedida, egoísmo), mientras que Superman encarna su mejor versión (esperanza, sacrificio).
- Tragedia Personal: En versiones como Smallville, su relación comienza con un vínculo que se rompe, añadiendo un elemento de pérdida mutua.

A lo largo de las décadas, Superman y Lex Luthor han evolucionado de ser simplemente héroe y villano a símbolos de una lucha filosófica. Lex ve a Superman como un intruso que debilita a la humanidad al hacerla dependiente, mientras que Superman ve en Lex un recordatorio de lo que sucede cuando el genio se corrompe por el ego. Su relación es un ciclo interminable de desafío y resistencia, donde ninguno logra destruir al otro por completo, reflejando su interdependencia narrativa.